# 宗谷岬灯台
宗谷岬灯台（そうやみさきとうだい）は、北海道稚内市宗谷岬に建つ灯台。
日本国政府が管理する灯台としては日本国最北に位置する。「日本の灯台50選」認定灯台。稚内灯台と同様に樺太の対岸にある国境の灯台であり、国際海峡である宗谷海峡の航路を守る重要な役割を果たしている。宗谷海峡を挟んだ対岸の灯台は、西能登呂岬（ロシア名：クリリオン岬）の西能登呂岬灯台である。

## 歴史
- 1885年（明治18年）9月25日 - 八角形鉄造の初代宗谷岬灯台が点灯[1]。
- 1911年（明治44年）5月17日 - 野火のため、初代宗谷岬灯台が焼失する[2]。
- 1912年（大正元年）
  - 10月1日 - 二代目宗谷岬灯台が再建され点灯[3]。
  - 11月1日 - 霧笛設置し吹鳴開始[4]。
- 1935年（昭和10年）7月15日 - 無線方位信号所業務開始（無線標識・無線羅針）[5]。
- 1954年（昭和29年） - 大規模な改築工事で現在の姿になる。
- 2006年（平成18年）9月5日 - 無線方位信号所（中波帯）廃止[6]。
- 2009年（平成21年）
  - 3月19日 - 霧信号所廃止[7]。
  - 4月10日 - 無線方位信号所（レーマークビーコン）廃止[8]。

## 付属施設
- ディファレンシャルGPS局

## アクセス
- JR稚内駅より宗谷バス天北宗谷岬線で約60分、宗谷岬下車徒歩10分。

## 周辺
- 宗谷岬：周辺は数多くの碑や商店が建っており、道北屈指の観光地となっている。
- 宗谷丘陵
- 稚内空港